# Campionats del món de ciclisme en ruta de 1994

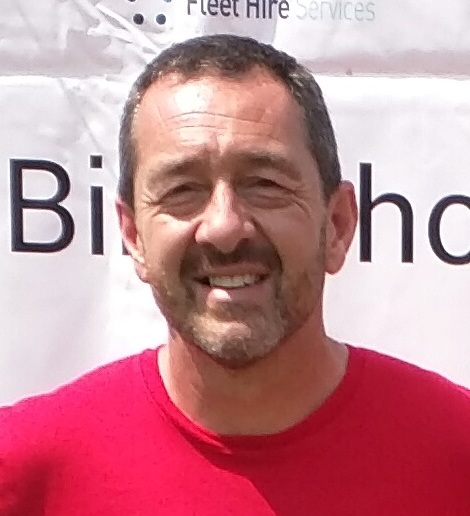
Chris Boardman

Els Campionats del món de ciclisme en ruta de 1994 es disputaren del 21 al 28 d'agost de 1994 a Agrigento, Sicília, Itàlia. Aquesta és la darrera edició en què es disputen els campionats del món de contrarellotge per equips, alhora que és la primera edició en què es disputa la contrarellotge individual, tant en homes com en dones.

## Resultats
| Proves :                            | Or                                                                                         | Or         | Argent                                                                                  | Argent   | Bronze                                                                              | Bronze   |
| Masculines                          |                                                                                            |            |                                                                                         |          |                                                                                     |          |
| Cursa en línia masculina detalls    | Luc Leblanc · França                                                                       | 6h 33' 59" | Claudio Chiappucci · Itàlia                                                             | + 0' 09" | Richard Virenque · França                                                           | m. t.    |
| Contrarellotge masculina detalls    | Chris Boardman · Regne Unit                                                                | 49' 39"    | Andrea Chiurato · Itàlia                                                                | + 0' 49" | Jan Ullrich · Alemanya                                                              | + 1' 50" |
| Cursa en línia masculina amateur    | Alex Pedersen · Dinamarca                                                                  | 4h 24' 38" | Milan Dvorscik · Eslovàquia                                                             | m. t.    | Christophe Mengin · França                                                          | m. t.    |
| Contrarellotge per equips masculins | Itàlia · Cristian Salvato · Gianfranco Contri · Luca Colombo · Dario Andriotto             | 1h 57' 54" | França · Jean-Francois Anti · Dominique Bozzi · Pascal Derame · Christophe Moreau       | + 2' 52" | Alemanya · Ralf Grabsch · Uwe Peschel · Michael Rich · Jan Schaffrath               | + 3' 01" |
| Femenines                           |                                                                                            |            |                                                                                         |          |                                                                                     |          |
| Cursa en línia femenina detalls     | Monica Valvik · Noruega                                                                    | 2h 08' 03" | Patsy Maegerman · Bèlgica                                                               | m. t.    | Jeanne Golay · Estats Units                                                         | m. t.    |
| Contrarellotge femenina detalls     | Karen Kurreck · Estats Units                                                               | 38' 22"    | Anne Samplonius · Canadà                                                                | + 45"    | Jeannie Longo · França                                                              | + 1' 22" |
| Contrarellotge per equips femenins  | Rússia · Olga Sokolova · Svetlana Bubnenkova · Valentina Polkhanova · Aleksandra Koliaseva | -          | Lituània · Jolanta Polikevičiūtė · Rasa Polikevičiūtė · Diana Ziliute · Liuda Triabaite | -        | Estats Units · Deirdre Demet-Barry · Eve Stephenson · Jeannie Golay · Alison Dunlap | -        |

## Medaller
| Posició | País         | Or | Plata | Bronze | Total |
| 1       | Itàlia       | 1  | 2     | 0      | 3     |
| 2       | França       | 1  | 1     | 3      | 5     |
| 3       | Estats Units | 1  | 0     | 2      | 3     |
| 4       | Dinamarca    | 1  | 0     | 0      | 1     |
| 4       | Noruega      | 1  | 0     | 0      | 1     |
| 4       | Regne Unit   | 1  | 0     | 0      | 1     |
| 4       | Rússia       | 1  | 0     | 0      | 1     |
| 8       | Canadà       | 0  | 1     | 0      | 1     |
| 8       | Bèlgica      | 0  | 1     | 0      | 1     |
| 8       | Lituània     | 0  | 1     | 0      | 1     |
| 8       | Eslovènia    | 0  | 1     | 0      | 1     |
| 12      | Alemanya     | 0  | 0     | 2      | 2     |
| Total   | Total        | 6  | 6     | 6      | 18    |